# Football Club Irtysh Pavlodar
O Football Club Irtysh Pavlodar, mais conhecido como Irtysh Pavlodar, é um clube de futebol do Cazaquistão sediado na cidade de Pavlodar. Fundado em 1965, o clube manda seus jogos no Estádio Central de Pavlodar.